# Washoe County
Washoe County er et county i den amerikanske delstat Nevada.
- Største by: Reno, Nevadas næststørste
- Indbyggertal: 421.407 (2010 folketælling), Nevadas næststørste

40°38′N 119°41′V / 40.63°N 119.68°V